# Муамба, Клеман
Клеман (Клемент) Муамба (фр. Clément Mouamba; 13 ноября 1943, Сибити, Французская Экваториальная Африка — 29 октября 2021) — конголезский политический и государственный деятель, 17-й премьер-министр Республики Конго (2016—2021). В 1992—1993 годах занимал должность министра финансов. Финансист. Доктор экономических наук. Доктор Honoris Causa Лионской Школы Бизнеса.

## Биография
Родился в конце 1943 или в начале 1944 года в Сибити (ныне департамента Лекуму, Республика Конго).
Окончил технический лицей в Браззавиле, затем отправился во Францию, чтобы продолжить образование, учился, сначала в Монпелье, позже в Сорбонне, где стал доктором экономических наук.
В 1973 году участвовал в создании Банка государств Центральной Африки (БГЦА) в Яунде (Камерун), в 1979 году стал менеджером БГЦА. В 1985 году был назначен главой Коммерческого банка Конго (Banque commerciale du Congo).
Вступил в ряды Конголезской партии труда (КПТ).
Во времена правления президента Паскаля Лиссуба занимал пост министра финансов (с сентября 1992 по июнь 1993). Был одним из лидеров Панафриканского социал-демократического союза, который при Лиссубе был правительственной партией, а после его отставки в результате гражданской войны в Конго 1997—1999 годов перешёл в оппозицию.
Муамба был одним из нескольких высших должностных лиц времён президента Паскаля Лиссуба, которые обвинялись в коррупции и незаконном присвоении средств от продажи нефти «Occidental Petroleum» в 1993 году. Однако 27 декабря 2001 года обвинение против Муамба было снято на основании того, что он просто выполнял приказы и указания Лиссуба и ещё четырёх высших чиновников, которых судили заочно из-за их бегство из страны после свержения режима Лиссуба, который был приговорён к 10 годам каторжных работ.
На первом внеочередном съезде Панафриканского социал-демократического союза, который состоялся 27-28 декабря 2006 года, Муамбу был избран одним из 25 заместителей председателя партии.
Муамба вышел из состава Панафриканского социал-демократического союза перед конституционным референдумом 2015 года и поддержал изменения позволившие Дени Сассу-Нгессо на президентских выборах в марте 2016 года баллотироваться на второй срок. После того, как 16 апреля 2016 года Дени Сассу-Нгессо принёс присягу на очередной срок президентства, 23 апреля 2016 года Клеман Муамбана занял пост премьер-министра Республики Конго.
После Парламентских выборов в Республике Конго (2017), по результатам которых первом месте заняла пропрезидентская Конголезская партия труда, К. Муамба, как это принято, представил президенту отставку своего правительства. 21 августа того же года был вновь назначен на второй срок и сформировал новое правительство.
В мае 2021 года Клеман Муамба и его правительство подали в отставку.
Скончался 29 октября 2021 года в Париже от COVID-19, в возрасте 77 лет.